# Mellungsbacka metrostation
Mellungsbacka (finska: Mellunmäki) är en station inom Helsingfors metro i delområdet Mellungsbacka i stadsdelen Mellungsby. Mellungsbacka är världens nordligaste tunnelbanestation.
Stationen är ändstation i denna linje, men det finns planer på att förlänga metron med sex nya stationer från Mellungsbacka, en så kallad Östmetro.
Stationen öppnades den 1 september 1989. Arkitektbyrån Toivo Karhunen Oy projekterade stationen. Ovanför rulltrapporna finns en relief av  trä skapad Veikko Turtiainen.
Stationen ligger 1,644 kilometer från Gårdsbacka och 16,853 kilometer från den andra ändstationen Gräsviken. År 2021 påbörjades en grundrenovering av stationen.

## Spårväg till Helsingfors-Vanda flygplats
Projektering pågår sedan 2024 av den 19 kilometer lång spårvägslinje från Mellungsbacka station över Dickursby till Helsingfors-Vanda flygplats.

## Galleri

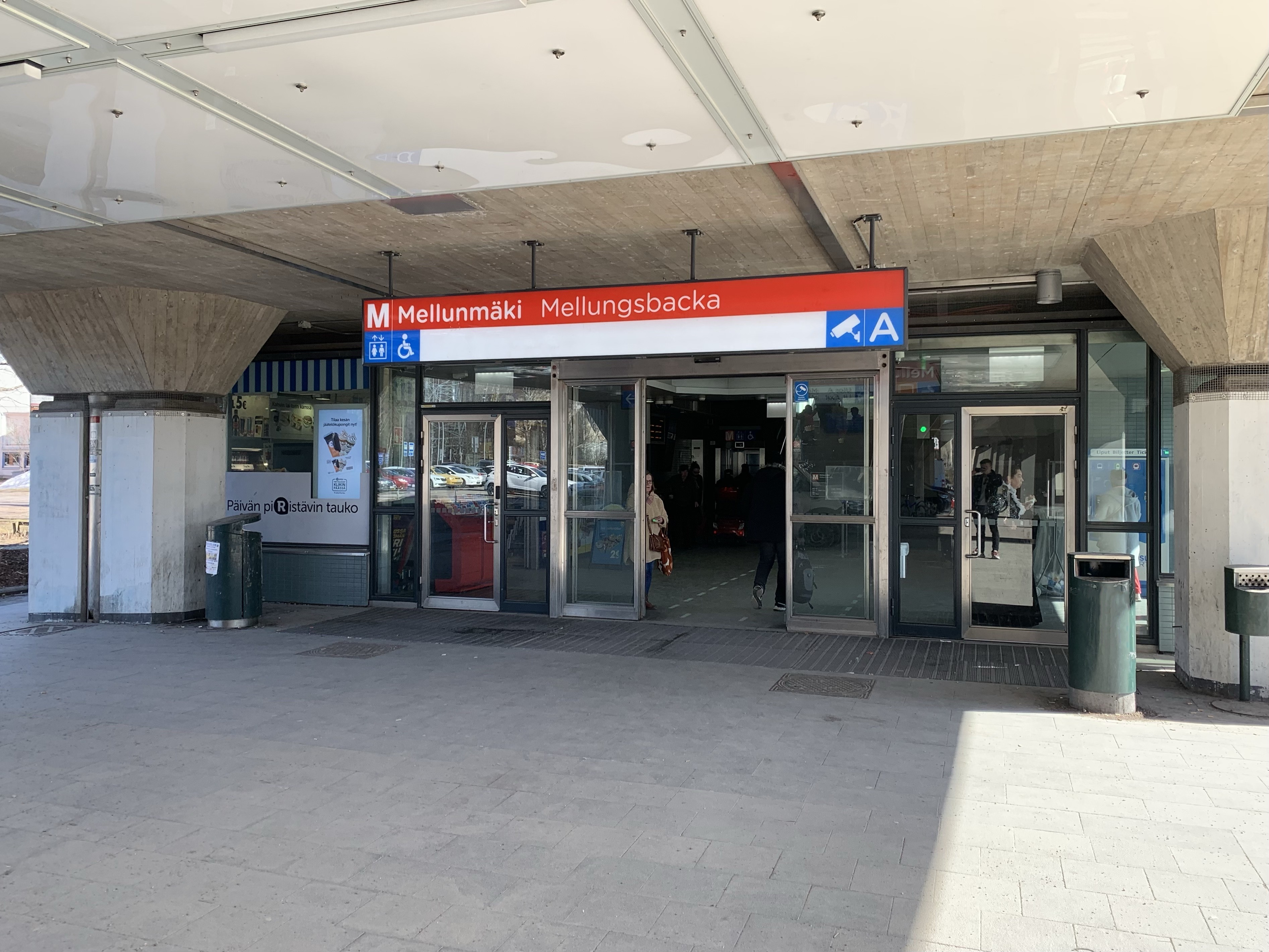
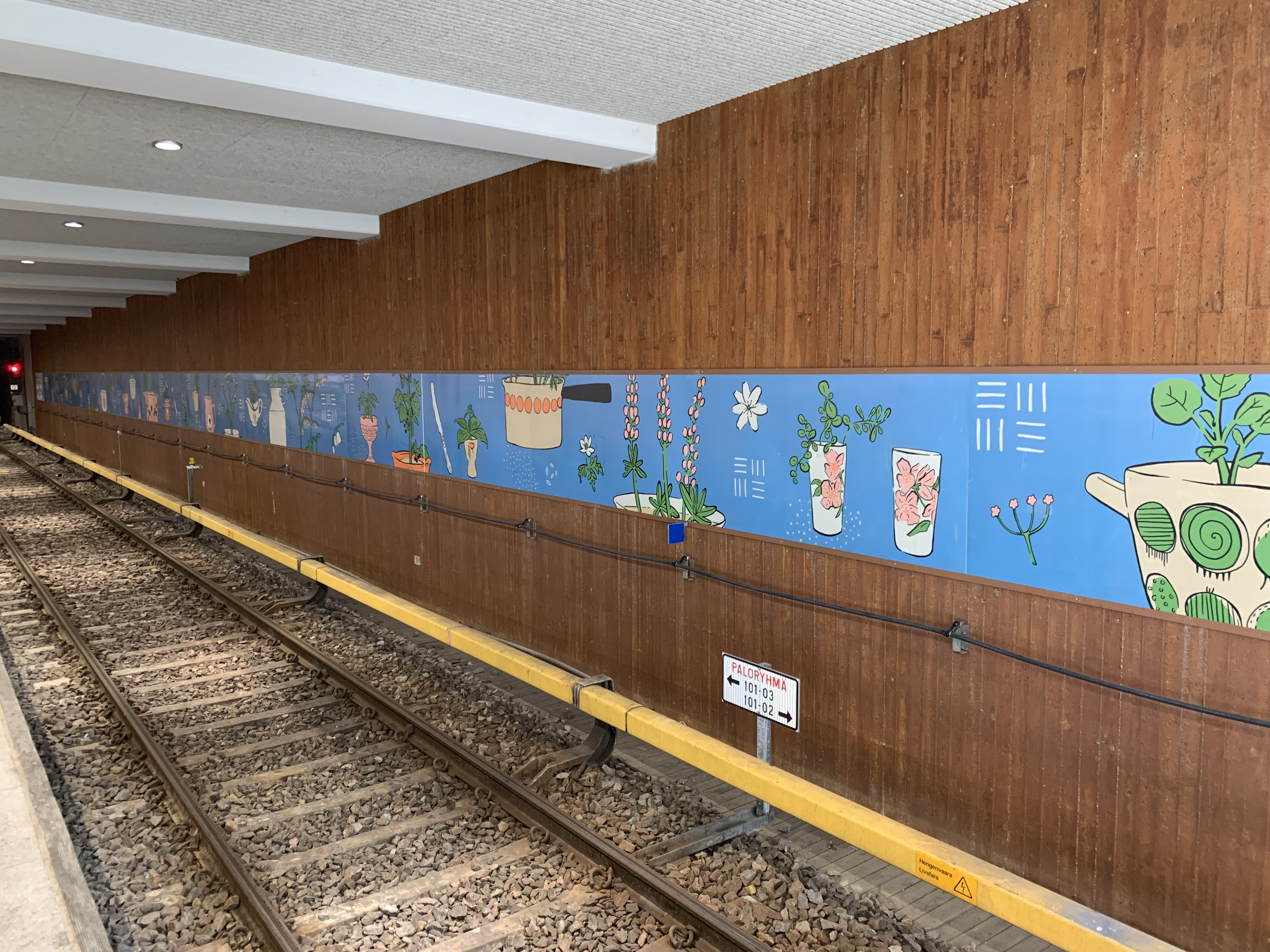